# Vulpes pilum mutat, non mores
Vulpes pilum mutat, non mores (con cui si rende la proposizione subordinata oggettiva infinitiva latina Vulpem pilum mutare, non mores) è la versione in lingua latina del celebre detto popolare La volpe cambia (o perde) il pelo ma non il vizio (o la propria natura, i propri costumi). 
Per estensione — e nella morale comune — ugualmente i membri del consesso umano possono cambiare i loro atteggiamenti ma difficilmente cambieranno gli obiettivi che si sono preposti di raggiungere.
La locuzione Vulpes pilum mutat, non mores (entrata a buon diritto nel repertorio delle frasi latine più conosciute, anche nella versione restituita in lingua italiana) va ricondotta a Svetonio che la inserì nel suo Vita di Vespasiano (contenuto nel De Vita Caesarum, Vita dei dodici Cesari).
Nell'ottavo libro del De Vita Caesarum (capitolo 16), si racconta infatti come con tale frase l'imperatore Vespasiano, appena insediato, venne apostrofato da un bovaro al quale, nonostante le suppliche, aveva negato la libertà a titolo gratuito.
Vespasiano è stato spesso descritto come un imperatore gretto ed avaro, sempre pronto a caricare di nuovi tributi il popolo. In realtà, come molti suoi predecessori (e come sarebbe accaduto anche ad altri suoi successori), aveva da confrontarsi — a detta degli storici — con una dura realtà: quella di far quadrare i conti delle casse dell'Impero.

## Approfondimenti
"Quidam natura cupidissimum tradunt, idque exprobratum ei a sene bubulco, qui negata sibi gratuita libertate, quam imperium adeptum suppliciter orabat, proclamaverit, vulpem pilum mutare, non mores." (8.16.3)